# Campagne des Zirides en Italie centrale
La Campagne des Zirides en Italie centrale est une expédition maritime lancée en 1020 par les Zirides, une dynastie berbère originaire de l'actuelle Algérie régnant sur une bonne partie du Maghreb, contre le centre de l'Italie et dont l'objet est de piller cette région dans le cadre d'une guerre de raids maritimes entre Musulmans et Chrétiens en Méditerranée.

## Contexte
L'émir ziride Al Mu'iz Ibn Badis réussit à consolider son autorité sur le continent. Il garde le Maghreb central et Achir, fief d'origine de sa dynastie, sous son autorité en infligeant un revers à son oncle Hammad qui fait volonté de scission vers 1017 (autonomie) et contient les révoltes de fuqaha sunnites de Kairouan et Achir.
Il peut dès lors se tourner vers la Méditerranée dont l'Italie où les Pisans et Génois constituent les principales puissances chrétiennes rivales jusqu'à la conquête normande de la Sicile (1061-1091). Il s'ouvre dès lors une période de conflits maritimes et d'intervention en Italie et en Sicile plus ou moins émaillés de succès et d'échecs pour les Zirides.

## L'expédition
La flotte ziride est signalée le long des côtes d'Italie en 1020. Elle ravage l’Italie centrale puis bat en retraite à Rome face aux Pisans et Génois qui arrivent toutefois à lui prendre une partie de son butin. Une autre version est que le butin aurait simplement été ravi par la flotte de Pisans et de Génois au retour d'Italie.